# Артистичне плавання на Чемпіонаті Європи з водних видів спорту 2022 — дует, технічна програма
Змагання з артистичного плавання у технічній програмі дуетів на Чемпіонаті Європи з водних видів спорту 2022 відбулись 15 серпня.

## Результати[3]
| Місце | Країна          | Спортсменки                                    | Оцінка  |
| ----- | --------------- | ---------------------------------------------- | ------- |
| 1     | Україна         | Марина Алексіїва Владислава Алексіїва          | 92.8538 |
| 2     | Австрія         | Анна-Марія Александрі Ейріні-Марина Александрі | 91.9852 |
| 3     | Італія          | Лінда Черруті Констанца Ферро                  | 90.3577 |
| 4     | Греція          | Софія Малкогеоргу ЕЄвангелія Платаніоті        | 88.4669 |
| 5     | Нідерланди      | Брег'є де Брауер Марлос Стінбек                | 85.9743 |
| 6     | Ізраїль         | Шеллі Бобріцкі Аріель Нассі                    | 84.3681 |
| 7     | Велика Британія | Кейт Шортман Ізабелл Торп                      | 84.2598 |
| 8     | Німеччина       | Марлен Боєр Мішелль Ціммер                     | 83.6096 |
| 9     | Швейцарія       | Ілона Фахрні Бабу Шупбах                       | 81.1615 |
| 10    | Сан-Марино      | Ясмін Вербена Ясмін Зонціні                    | 79.3951 |
| 11    | Чехія           | Кароліна Клускова Анета Мразкова               | 78.0686 |
| 12    | Угорщина        | Лінда Фаркаш Богларка Гач                      | 76.5595 |
| 13    | Болгарія        | Ніа Атанасова Далія Пенкова                    | 74.9435 |
| 14    | Сербія          | Софія Джіпкович Єлена Контич                   | 73.8506 |
| 15    | Данія           | Каролін Крістенсен Міа Гейде                   | 68.7978 |
| 16    | Швеція          | Анне Гегдаль Клара Тернсрем                    | 68.5743 |
| 17    | Мальта          | Теа Блейк Ана Куліч                            | 64.3190 |
| 18    | Туреччина       | Селін Телчі Есе Унгог                          | 63.1037 |